# Ciprian Claudiu Binder
Ciprian Claudiu Binder (n. 20 februarie 1976, Cluj) este un fost fotbalist român care a jucat pe postul de atacant. A evoluat în Divizia A și Nemzeti Bajnokság I.

## Activitate
- Gloria Bistrița (1994-1995)
- Gloria Bistrița (2001-2002)
- Diósgyőri VTK (2001-2002)
- Diósgyõri VTK (2002-2003)
- Monor SE (2002-2003)
- Diósgyõri VTK (2003-2004)
- Győri ETO FC (2004-2005)
- Diósgyõri VTK (2005-2006)
- Diósgyõri VTK (2006-2007)
- Kazincbarcikai (2007-2009)
- Mezokövesd (2009-2010)
- Kazincbarcikai (2010-2011)
- Kazincbarcikai (2011-2012)
- Tiszaújváros (2011-2012)